# Hakan Kutlu
Hakan Kutlu (Amasya, 14 gennaio 1972) è un allenatore di calcio ed ex calciatore turco, di ruolo difensore, tecnico del Tuzlaspor.